# Mario Finarolli
Mario Finarolli (Buenos Aires, 31 de enero de 1953) es un entrenador y exfutbolista argentino. Actualmente dirige a Deportivo Laferrere de la Primera C de Argentina.
En Argentina debutó como profesional en el Club Atlético River Plate en 1971, disputó el Mundial Sub-20 del año 1972, posteriormente jugó en Atlanta (1974-1975), Vélez Sársfield, Argentinos Juniors, Rosario Central, Sarmiento de Junín, Temperley y Douglas Haig. En España jugó dos temporadas para Elche CF.
Convirtió un total de 53 goles en el fútbol argentino y 22 en el fútbol español, dando como resultado final a lo largo de su carrera un total de 75 tantos.
Comenzó como director técnico en Defensores de Salto y posteriormente dirigió a Almirante Brown, Temperley, Atlanta, Tigre y, en reiteradas temporadas, Sarmiento de Junín.
Desde septiembre de 2010 y hasta octubre de 2011 fue el entrenador de Nueva Chicago. Se destacan como puntos salientes el invicto mantenido en su primera temporada durante dieciocho fechas con tan sólo cuatro goles recibidos, así como también haber alcanzado la final del Torneo Reducido por el ascenso a la Primera B Nacional, instancia en la cual quedó eliminado por ventaja deportiva desfavorable frente a Defensores de Belgrano.

## Carrera futbolística
Hizo su debut como jugador profesional en el año 1971 en River Plate y al siguiente año integró el combinado de la selección juvenil argentina que disputó el Mundial Sub-20.
En 1974 pasó a Atlanta en donde realizó un muy buen desempeño, motivo por el cual es traspasado en 1975 al Club Atlético Vélez Sársfield.
Posteriormente es adquirido por Elche CF (perteneciente a la Liga Española), equipo que desembolsó 12 millones de traspaso por tres años y un millón de pesetas de ficha con el fin de reemplazar al argentino Rubén Cano, quien fuera traspasado al Atlético de Madrid. Finarolli, en su primera campaña con el Elche no consigue anotar en las primeras ocho fechas, pero finalmente consigue alcanzar los 17 goles y convirtiéndose en uno de los jugadores revelación de la temporada.
Su segunda temporada dentro del equipo español se vería afectada al inicio por una seria lesión y, una vez recuperado, alternó titularidad con Sitjà. Elche terminaría descendiendo a la Segunda División.
En el año 1978 regresa a Argentina para jugar en Argentinos Juniors, donde coincidiría con Diego Armando Maradona. Luego fue traspasado a Rosario Central en donde en el año 1980 se consagraría campeón, habiendo disputado solamente un partido como titular y entrando en algunos otros desde el banco de suplentes.
A mediados de ese año ficha para Sarmiento de Junín para jugar el torneo Metropolitano de primera, una vez finalizado surge un interés del Sevilla para retornar a España pero no se concreta y termina formando parte del plantel del Club Atlético Temperley, equipo con el cual logró un agónico ascenso a Primera División tras superar en la final a Atlanta en partidos de ida y vuelta, con prórroga y tanda de penales (con resultado final de 13-12).

## Clubes

### Como jugador
| Club               | País      | Año       |
| ------------------ | --------- | --------- |
| River Plate        | Argentina | 1971-1973 |
| Atlanta            | Argentina | 1973-1975 |
| Vélez Sársfield    | Argentina | 1975-1976 |
| Elche              | España    | 1976-1979 |
| Argentinos Juniors | Argentina | 1979-1980 |
| Rosario Central    | Argentina | 1980-1981 |
| Sarmiento de Junín | Argentina | 1981-1982 |
| Temperley          | Argentina | 1982-1986 |
| Douglas Haig       | Argentina | 1986-1987 |

### Como director técnico
| Club                  | País      | Año       |
| --------------------- | --------- | --------- |
| Sarmiento de Junín    | Argentina | 1990-1991 |
| Sarmiento de Junín    | Argentina | 1993      |
| Tigre                 | Argentina | 1994-1995 |
| Temperley             | Argentina | 1995-1996 |
| Sarmiento de Junín    | Argentina | 1996-1997 |
| Temperley             | Argentina | 1997-1998 |
| Sarmiento de Junín    | Argentina | 1999-2001 |
| Atlanta               | Argentina | 2001-2002 |
| Almirante Brown       | Argentina | 2002-2003 |
| Sarmiento de Junín    | Argentina | 2003-2004 |
| Temperley             | Argentina | 2004      |
| Deportivo Santamarina | Argentina | 2008-2009 |
| Sarmiento de Junín    | Argentina | 2009-2010 |
| Nueva Chicago         | Argentina | 2010-2011 |
| Almagro               | Argentina | 2011-2012 |
| Nueva Chicago         | Argentina | 2013      |
| Almagro               | Argentina | 2014-2015 |
| Deportivo Laferrere   | Argentina | 2020-     |